# جغرافیای سیرالئون

موقعیت سیرالئون در غرب آفریقا.

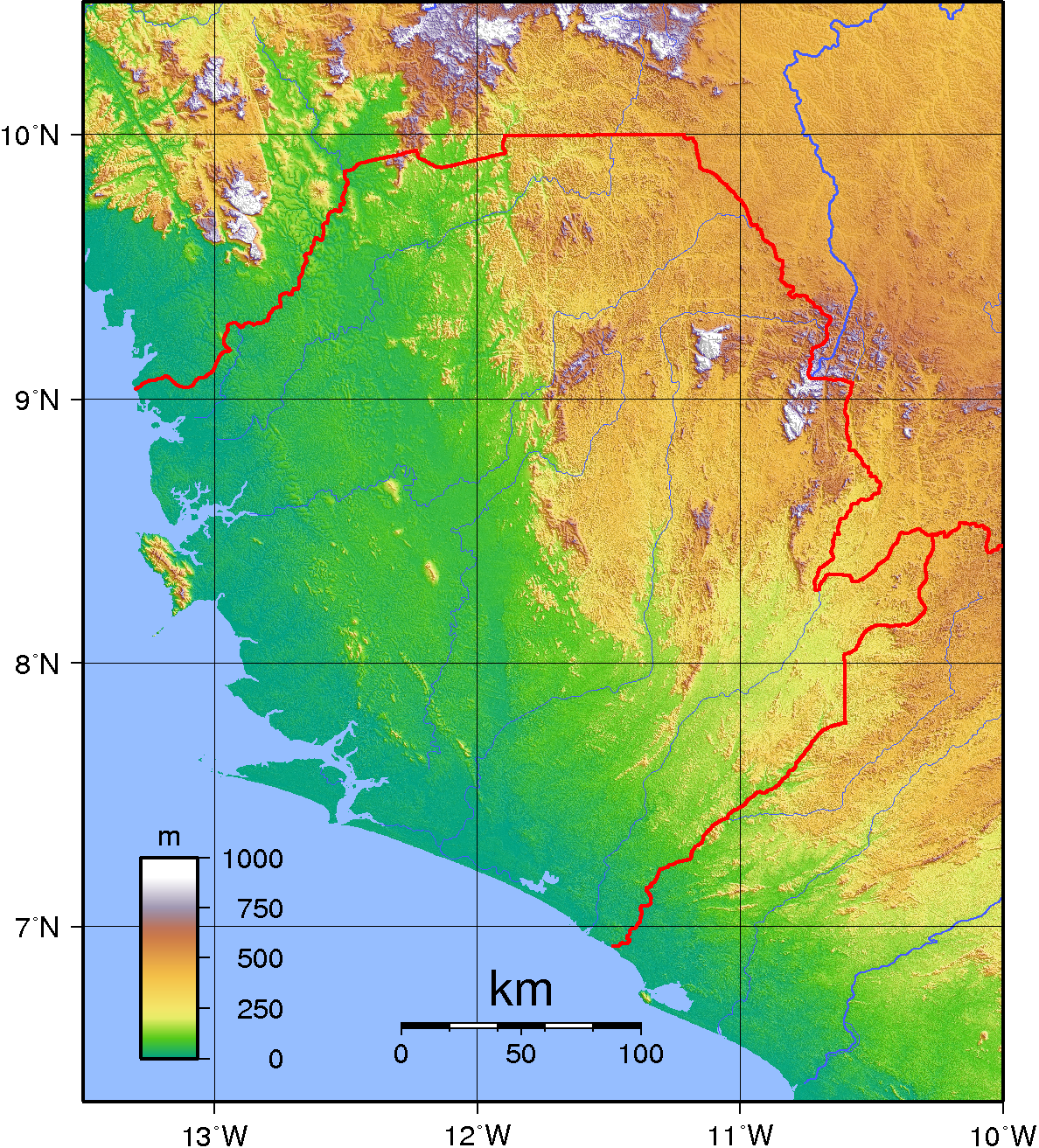
نقشه ناهمواری‌های سیرالئون.

کشور سیرالئون در ساحل غربی آفریقا، بین مدارهای جغرافیایی هفتم و دهم شمال خط استوا واقع شده‌است. سیرالئون از شمال و شمال شرقی با گینه، از جنوب و جنوب شرقی با لیبریا و از سوی غرب با اقیانوس اطلس هم‌مرز است.
مساحت سیرالئون ۷۱٬۷۴۰ کیلومتر مربع است که ۷۱٬۶۲۰ کیلومتر مربع آن خشکی و ۱۲۰ کیلومتر مربع آن مربوط به پهنه‌های آبی است.
سیرالئون دارای چهار منطقه جغرافیایی مشخص است: جنگل‌های ساحلی حرا گینه‌ای، تپه‌ماهورهای جنگلی، یک فلات مرتفع و کوه‌های شرقی. سیرالئون شرقی منطقه‌ای با فلات‌های بزرگ است که با کوه‌های مرتفع در هم آمیخته‌اند، جایی که کوه بینتومانی (لوما مانسا) به ۱۹۴۸ متر می‌رسد. بینتومانی بلندترین نقطه سیرالئون است.
در مرکز کشور منطقه‌ای از دشت‌های پست قرار گرفته که شامل جنگل، بیشه‌زار و کشتزارهایی است که جمع ۴۳ درصد از خاک سیرالئون را دربر گرفته‌اند. در سمت غرب، سیرالئون در امتداد اقیانوس اطلس در حدود ۴۰۰ کیلومتر خط ساحلی دارد که این امر برای کشور، هم منابع دریایی فراوان و هم جاذبه‌های گردشگری به همراه آورده‌است.
شبه جزیره سیرالئون، که پایتخت کشور یعنی فری‌تاون در آن جای دارد، منطقه‌ای از کوه‌های پردرخت است که حدود ۴۰ کیلومتر موازی با دریا امتداد دارند. کوه‌های شبه جزیره از باتلاق‌های ساحلی آغاز می‌شوند و در پیکت هیل به حدود ۸۸۰ متر می‌رسند.

## رودها
سیرالئون ۹ رود اصلی دارد که از شمال به جنوب به ترتیب عبارتند از رود کولانته (اسکارسیس بزرگ)، اسکارسیس کوچک، روکل (سِلی)، گبانگبایا، جونگ، سِوا، وانجه، موآ، و مانو که اغلب آن‌ها به اقیانوس اطلس می‌ریزند.
رودهای کولانته، موآ و مِلی (یکی از شاخه‌های موآ) مرز کشور با لیبریا را تشکیل می‌دهند.
اندازه حوضه‌های رودخانه‌ای در سیرالئون از ۱۴٫۱۴۰ کیلومتر مربع برای سوا تا کمتر از ۱۰۰۰ کیلومتر مربع برای حوضه‌های کوچکتر متغیر است.

## آب‌وهوا
آب و هوای این کشور گرمسیری است. اگرچه می‌توان آن را به عنوان یک اقلیم موسمی گرمسیری طبقه‌بندی کرد، اما همچنین می‌تواند به عنوان آب و هوایی توصیف شود که بین آب و هوای جنگل بارانی گرمسیری مداوم و آب و هوای گرم‌دشت گرمسیری در گذار باشد.
در سیرالئون دو فصل وجود دارد؛ فصل خشک (نوامبر - مه) و فصل باران (ژوئن - اکتبر). دسامبر تا ژانویه خنک‌ترین ماه‌های سال هستند، گرچه دما هنوز هم می‌تواند از ۴۰ درجه سانتی‌گراد فراتر رود، اما رطوبت کمتر یا متوسط باعث می‌شود گرما در این زمان از سال قابل تحمل‌تر باشد.
در ماه‌های مارس و آوریل، دمای حدود ۳۳ تا ۳۶ درجه سانتی‌گراد و رطوبت دائمی ۵۰ درصد، باعث می‌شود شاخص گرما بالاتر از دمای واقعی باشد. میانگین دمای دریا ۳۰ درجه سانتی‌گراد است. متوسط بارندگی در ساحل بالا و ۳ هزار تا ۵ هزار میلی‌متر در سال است. با حرکت به داخل کشور بارندگی کاهش می‌یابد و در مرز شرقی کشور میانگین آن بین ۲ هزار تا ۲۵۰۰ میلی‌متر قرار دارد.